# Craig Sword
Pour les articles homonymes, voir Craig.
Craig Sword, né le 16 janvier 1994, à Montgomery, en Alabama, est un joueur américain de basket-ball. Il évolue au poste d'arrière.

## Biographie

### Carrière universitaire
Entre 2012 et 2016, il joue pour les Bulldogs de Mississippi State à l'université d'État du Mississippi.

### Carrière professionnelle

#### Wilki Morskie Szczecin (2016-2017)
Le 23 juin 2016, automatiquement éligible à la draft 2016 de la NBA, il n'est pas sélectionné.
Le 25 juin 2016, il signe son premier contrat professionnel en Pologne avec le Wilki Morskie Szczecin (en). En 19 matches, il a des moyennes de 4,3 points, 1,9 rebonds, 1,1 passes décisives en 11,7 minutes par match.

#### BayHawks d'Érié (2017-2019)
Le 25 octobre 2017, Sword signe avec les BayHawks d'Érié en G-League.
Le 27 septembre 2018, il signe un nouveau contrat avec les BayHawks d'Érié.

#### Drive de Grand Rapids (2019-2020)
Le 26 septembre 2019, il est transféré au Drive de Grand Rapids en G-League.

#### Omaha's Finest (2021)
En 2021, Sword signe avec Omaha's Finest (en) en TBL.

#### Go-Go de Capital City / Wizards de Washington (2021–2023)
Le 27 octobre 2021, il retourne chez le Gold de Grand Rapids en G-League.
Le 3 novembre 2021, Sword est transféré au Go-Go de Capital City en G-League.
Le 28 décembre 2021, il signe un contrat de dix jours avec les Wizards de Washington en NBA. Il participe à trois matches, avec des moyennes de 2,0 points en 6,3 minutes par match avec les Wizards.
Le 6 janvier 2022, il retourne chez le Go-Go de Capital City, l'équipe de G-League affiliée aux Wizards.
Durant l'été 2022, il participe à la NBA Summer League de Las Vegas avec les Wizards de Washington.
Le 23 octobre 2022, il retourne au Go-Go de Capital City.

#### Spartans Distrito Capital (depuis 2023)
Le 3 avril 2023, Sword signe avec l'équipe des Spartans Distrito Capital (en) au Vénézuéla.
Durant l'été 2023, il participe à la NBA Summer League de Sacramento avec les Warriors de Golden State.

## Palmarès

### Universitaire
- Second-team All-SEC en 2015
- SEC All-Freshman team en 2013
- Alabama Mr. Basketball en 2012

## Statistiques

### Universitaires
| Saison    | Équipe            | Matchs | Titul. | Min./m | % Tir | % 3pts | % LF | Rbds/m. | Pass/m. | Int/m. | Ctr/m. | Pts/m. |
| --------- | ----------------- | ------ | ------ | ------ | ----- | ------ | ---- | ------- | ------- | ------ | ------ | ------ |
| 2012-2013 | Mississippi State | 32     | 30     | 26,7   | 40,5  | 19,4   | 55,4 | 2,88    | 2,34    | 1,72   | 0,44   | 10,47  |
| 2013-2014 | Mississippi State | 32     | 32     | 28,1   | 48,5  | 27,3   | 62,0 | 3,75    | 2,75    | 1,88   | 0,47   | 13,66  |
| 2014-2015 | Mississippi State | 28     | 22     | 24,8   | 45,1  | 36,0   | 70,1 | 2,82    | 1,71    | 1,04   | 0,39   | 11,32  |
| 2015-2016 | Mississippi State | 31     | 30     | 29,2   | 45,1  | 23,2   | 67,6 | 3,90    | 3,03    | 1,32   | 0,94   | 13,00  |
| Carrière  | Carrière          | 123    | 114    | 27,3   | 44,9  | 26,3   | 63,5 | 3,35    | 2,48    | 1,50   | 0,56   | 12,12  |

### Professionnelles

#### En NBA
| Saison    | Équipe     | Matchs | Titul. | Min./m | % Tir | % 3pts | % LF | Rbds/m. | Pass/m. | Int/m. | Ctr/m. | Pts/m. |
| --------- | ---------- | ------ | ------ | ------ | ----- | ------ | ---- | ------- | ------- | ------ | ------ | ------ |
| 2021-2022 | Washington | 3      | 0      | 6,3    | 75,0  | 0,0    | 0,0  | 0,00    | 0,33    | 1,33   | 0,00   | 2,00   |
| Carrière  | Carrière   | 3      | 0      | 6,3    | 75,0  | 0,0    | 0,0  | 0,00    | 0,33    | 1,33   | 0,00   | 2,00   |